# Bedi Beugré
Pour les articles homonymes, voir Beugré.
Bedi Paul Alex Beugré, né le 8 mars 1999, est un escrimeur ivoirien.

## Carrière
Il remporte la médaille de bronze en fleuret par équipes aux Jeux africains de 2019 puis en épée individuelle aux Championnats d'Afrique d'escrime 2022 à Casablanca.